# Elecciones parlamentarias de Irak de 2010
Las elecciones parlamentarias de Irak de 2010 se celebraron el 7 de marzo para escoger a los 325 diputados del Consejo de Representantes de Irak para la II Legislatura, que elegirían al Presidente de la República y al Primer ministro, siendo las terceras elecciones desde la transición democrática y las segundas desde la promulgación de la Constitución de 2005. Las elecciones dieron una victoria parcial al Movimiento Nacional Iraquí (también conocido como al-Iraqiya) liderado por Ayad Allawi, que obtuvo 91 escaños, muy lejos de la mayoría absoluta. Le siguió la Coalición del Estado de Derecho, del Primer ministro incumbente Nuri al Maliki, con 89 escaños, formando una coalición en la que Nuri al Maliki fue reelegido en su cargo. La Alianza Unida Iraquí, hasta entonces gobernante, que había perdido a al-Maliki el año anterior, se desintegró tras estas elecciones, logrando únicamente 70 escaños.
Antes de los comicios, el Tribunal Supremo de Irak declaró que la ley electoral vigente era inconstitucional e impuso una nueva, que trajo grandes cambios en el sistema de elección. El 15 de enero de 2010, la Comisión Electoral Independiente de Alto Nivel (ACEI) proscribió a 499 candidatos por tener supuestos vínculos con el Partido Baaz Árabe Socialista (antiguo partido único del régimen de Sadam Huseín). Antes del inicio de la campaña, el 12 de febrero, la ACEI rechazó las apelaciones de 456 candidatos, que no pudieron participar, aunque los restantes fueron finalmente aceptados.
La participación fue baja (62,4%, véase la sección Resultados) en comparación con las elecciones de 2005 (79,6%). Hubo numerosas acusaciones de fraude, y se realizaron recuentos de votos el 19 de abril de 2010, confirmándose el 14 de mayo que, tras la revisión de unas 11.298 urnas, no se habían detectado irregularidades importantes que afectasen el resultado. El parlamento fue juramentado el 14 de junio. Después de meses de negociaciones tensas, se llegó a un acuerdo sobre la formación de un nuevo gobierno el 11 de noviembre. Yalal Talabani fue reelecto como Presidente de Irak, al-Maliki como Primer ministro, y Allawi dirigiría el Consejo de Seguridad.

## Sistema electoral

### Ley de 2009
La nueva ley electoral fue aprobada el 8 de noviembre de 2009, y la Misión de Asistencia de las Naciones Unidas para Irak (UNAMI por sus siglas en inglés), que estaba ayudando con las elecciones, estimó que necesitarían noventa días para planificar para los comicios. La comisión electoral pidió un retraso de la fecha original del 15 de enero. El vicepresidente iraquí Tariq Al-Hashimi vetó la ley electoral el 18 de noviembre, retrasando aún más la elección, que estaba prevista para el 21 de enero. La ley fue declarada inconstitucional por el Tribunal Supremo, y el Consejo de Representantes debió dedicarse a escribir una nueva.
El gabinete iraquí aprobó un proyecto de ley electoral en septiembre de 2009. Sin embargo, se tardó dos meses y diez días de retrasos para que la ley fuera aprobada por el Consejo de Representantes. Las principales áreas de diferencia se referían al nuevo sistema electoral de listas abiertas y el censo de votantes en Kirkuk, que para los partidos árabes y turcomanos presuntamente había sido manipulado por el Gobierno Regional del Kurdistán.

### Sistema de Listas abiertas y gobernación de Kirkuk

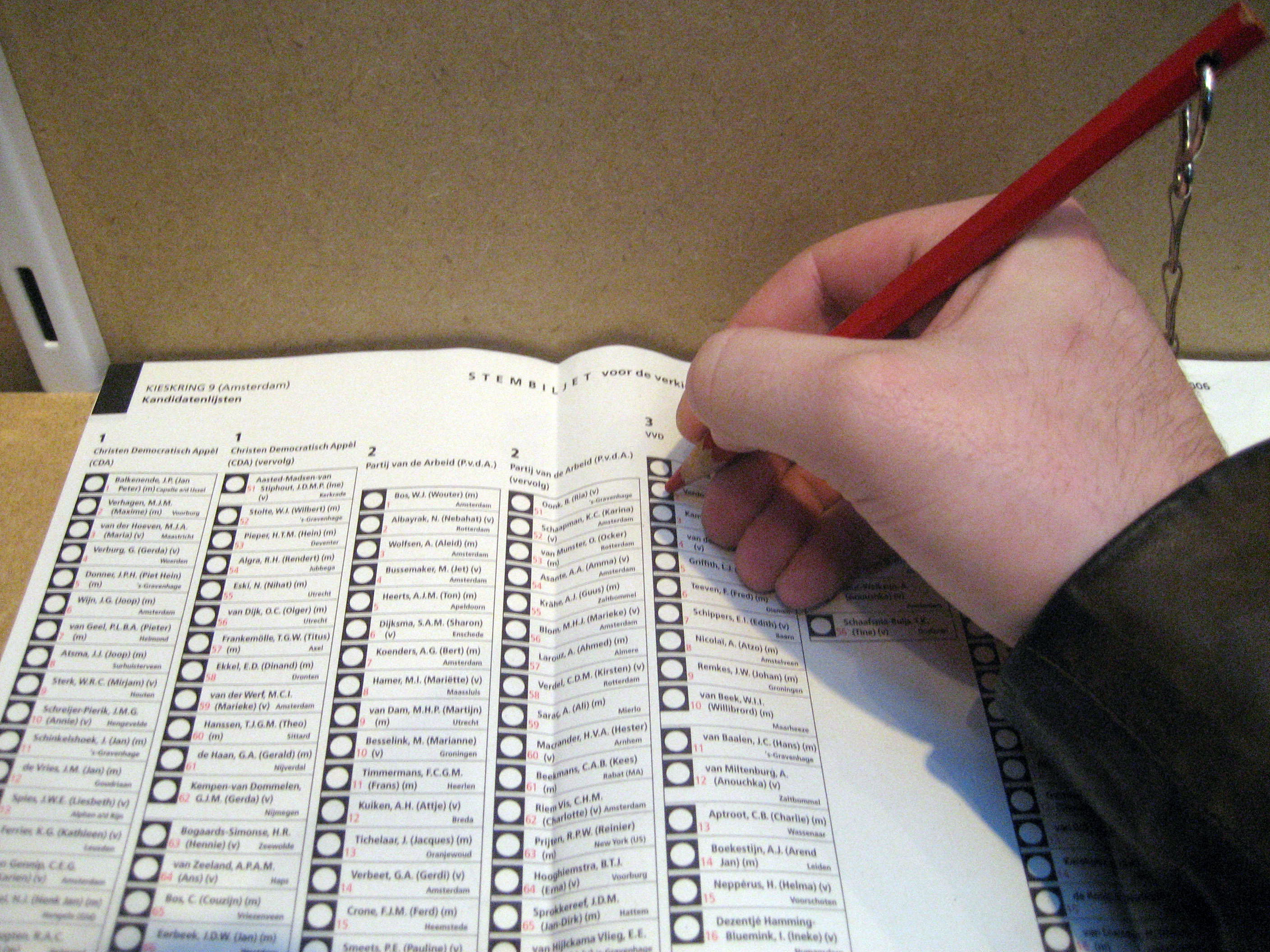
Papeleta electoral de los Países Bajos, un ejemplo de sistema de lista abierta.

La UNAMI recomendó al gobierno iraquí establecer el sistema de lista abierta para permitir a los ciudadanos votar directamente a los candidatos. En las anteriores elecciones generales el sistema había sido de listas cerradas, pero en las elecciones gubernatoriales de 2009 se utilizó el sistema de listas abiertas. La medida obtuvo un amplio apoyo del partido Asamblea Suprema Islámica de Irak, y uno de los principales líderes religiosos, el Gran Ayatolá Sayyid Ali al-Sistani, afirmó que, si la medida no era aprobada, sería "un impacto negativo en el sistema democrático" y amenazó con que llamaría a sus seguidores a boicotear la elección si se utilizaban listas cerradas. Al finalizar el debate, todos los partidos políticos del país exceptuando la Unión Patriótica del Kurdistán apoyaban la introducción del sistema de listas abiertas.
En la gobernación de Kirkuk, se propuso utilizar las listas electorales cerradas de 2004. Sin embargo, los kurdos se manifestaron al respecto, dado el gran número de kurdos que se habían establecido allí desde entonces. UNAMI entonces propuso que Kirkuk se dividiera en dos o más circunscripciones étnicas, con la circunscripción kurda recibiendo una cuota automática de 50% más uno. Cuando se presentó al parlamento, esta propuesta fue bloqueada por los parlamentarios árabes, causando un punto muerto. Se remitió el asunto al Consejo Político, que propuso combinar las listas electorales, medida que fue bloqueada por los parlamentarios kurdos. UNAMI entonces propuso la utilización de los registros de 2009, pero con la condición de realizar un censo electoral para futuras elecciones.
Cuando la medida fue sometida a votación los diputados kurdos se retiraron, dejando el parlamento sin quorum. La ley final dijo que los resultados en Kirkuk - y otras provincias, donde los resultados se consideraran "dudosos" - serían provisionales, sujeto a revisión durante el primer año por un comité formado a partir de la comisión electoral, el parlamento, el gobierno y la UNAMI, que podría cancelar papeletas fraudulentas. La ley fue aprobada por una votación de 141 a 54, con 80 miembros ausentes.

### Asignación de asientos
La ley aumentó el tamaño del Consejo de 275 a 325 miembros, igual a un asiento por cada 100.000 habitantes, según se especifica en la Constitución de Irak. Al igual que con las elecciones de diciembre de 2005, los asientos serían asignados por gobernación con asientos adicionales "compensatorios" asignados a los partidos cuyos porcentaje de votos a nivel nacional no se refleja en los asientos ganados a nivel de gobernación. Los votos de los iraquíes que viven en el extranjero originalmente hubieran sido considerados en los asientos compensatorios, que se redujeron de 45 escaños a 16 y ocho de estos 16 asientos fueron asignados a las minorías nacionales específicas, cinco para los cristianos iraquíes y uno para los Yazidis, Shabak y Mandeos.
El vicepresidente Tariq al-Hashimi se quejó de que el número reducido de escaños compensatorios discriminaba a los dos millones de refugiados iraquíes, muchos de los cuales eran suníes como él. al-Hashimi exigió que el número de escaños compensatorios se incrementara a 15% (48) y apareció en televisión nacional diciendo que vetaría la ley si no se cumplía tal exigencia. El parlamentario suní Saleh al Mutlaq dijo que 30 asientos debían asignarse a los iraquíes en el extranjero para reflejar su número. El presidente Yalal Talabani también apoyó el aumento al 15%, después de recibir una carta de parlamentarios regionales kurdos diciendo que sus aliados de grupos minoritarios serían tratados injustamente. Finalmente, Talabani y el segundo vicepresidente Adel Abdul Mahdi, aunque en disconformidad, firmaron la ley, pero al-Hashimi cumplió con su amenaza y la vetó.
El Parlamento pidió consejo al Tribunal Federal Supremo, y este emitió un comunicado diciendo que "todos los iraquíes, ya sea que vivan en el país o fuera de sus fronteras, deben estar representados en el parlamento". Hubo cierta confusión sobre esta afirmación, pues el jefe del comité de asuntos legales interpretó esto como anulación del veto. Sin embargo, Ayad al-Samarrai, el presidente del Parlamento, dijo que la declaración no es vinculante para el Parlamento, ya que era un consejo más que un fallo en respuesta a una queja. Por lo tanto, el Parlamento se reunió para examinar la ley de nuevo. Cientos de partidarios del primer ministro se manifestaron en contra del veto en Nayaf, Basora y Wasit.
El presidente del Kurdistán iraquí, Masud Barzani, amenazó con boicotear las elecciones si no se incrementaba la representación de las tres provincias kurdas. Las provincias que componen la región autónoma kurda solo habían ganado tres de los 77 escaños adicionales. Finalmente, se modificó la ley para que todas las provincias recibieran un 2,8% de incremento en su representación. Esto significaba que las provincias kurdas adquirirían más representación, y los suníes, en la práctica, tendrían menos por el incremento de las demás provincias. En la ciudad de Tikrit se desarrollaron fuertes protestas lideradas por los jefes tribales suníes, y al-Hashimi afirmó que volvería a imponer su veto. A los desplazados internos sólo se les permite votar donde emitieron su tarjeta de racionamiento, una disposición que Taha Daraa, diputado por la gobernación de Diala, dijo que los discriminaba y era inconstitucional. Hizo un llamado a la corte constitucional para anular la disposición.
El jefe de la ACEI, Faraj al Haydari anunció que el día de las elecciones se impondría un toque de queda que garantizara la seguridad, y los aeropuertos estarían cerrados hasta después del cierre de los centros de votación. El jefe de la dirección electoral del ACEI, Haydar Al Abboudi, dijo que esperaba anunciar los resultados de las elecciones tres días más tarde. El Consejo acordó aumentar el número de asientos de 275 a 325. Con esto, el número de escaños asignados a cada provincia se cambió con respecto a las elecciones de 2005.
| Gobernación              | Escaños 2010 | Escaños 2005 | +/- | Porcentaje +/- | Votantes registrados | Votos emitidos |
| ------------------------ | ------------ | ------------ | --- | -------------- | -------------------- | -------------- |
| Gobernación de Ambar     | 14           | 9            | 5   | 55.6%          | 802,000              | 472,603        |
| Gobernación de Babilonia | 16           | 11           | 5   | 45.5%          | 961,000              | 586,281        |
| Gobernación de Bagdad    | 68           | 59           | 9   | 15.3%          | 4,599,000            | 2,541,766      |
| Gobernación de Basora    | 24           | 16           | 8   | 50.0%          | 1,466,000            | 814,810        |
| Gobernación de Duhok     | 10           | 7            | 3   | 42.9%          | 574,000              | 424,715        |
| Gobernación de Di Car    | 18           | 12           | 6   | 50.0%          | 993,000              | 572,177        |
| Gobernación de Diala     | 13           | 10           | 3   | 30.0%          | 840,000              | 502,896        |
| Gobernación de Erbil     | 14           | 13           | 1   | 7.7%           | 917,000              | 680,408        |
| Gobernación de Kerbala   | 10           | 6            | 4   | 66.7%          | 564,000              | 333,434        |
| Gobernación de Kirkuk    | 12           | 9            | 3   | 33.3%          | 787,000              | 556,384        |
| Gobernación de Mesena    | 10           | 7            | 3   | 42.9%          | 561,000              | 272,818        |
| Gobernación de Mutana    | 7            | 5            | 2   | 40.0%          | 379,000              | 229,141        |
| Gobernación de Nayaf     | 12           | 8            | 4   | 50.0%          | 696,000              | 411,424        |
| Gobernación de Nínive    | 31           | 19           | 12  | 63.2%          | 1,702,000            | 1,054,798      |
| Gobernación de Cadisia   | 11           | 8            | 3   | 37.5%          | 619,000              | 373,339        |
| Gobernación de Saladino  | 12           | 8            | 4   | 50.0%          | 696,000              | 488,865        |
| Gobernación de Solimania | 17           | 15           | 2   | 13.3%          | 1,098,000            | 833,631        |
| Gobernación de Wasit     | 11           | 8            | 3   | 37.5%          | 638,000              | 376,922        |
| Escaños compensatorios   | 7            | 45           | -38 | -84.4%         |                      |                |
| Minorías                 | 8            | 0            | 8   | 100%           |                      |                |
| Total                    | 325          | 275          | 50  | 18.2%          | 18,892,000           | 11,526,412     |

## Coaliciones electorales y partidos
En total, participaron en estas elecciones 160 partidos regulares, 36 candidatos independientes y 10 partidos minoritarios o regionales. La Alianza Unida Iraquí, formada en diciembre de 2004 y compuesta por prácticamente todos los partidos chiíes de Irak, había obtenido 128 escaños en las anteriores elecciones. Hacia 2009 sufrió un fuerte debacle y sus partidos más importantes abandonaron la coalición, fundando dos frentes separados, el Movimiento Nacional Iraquí, conocido como al-Iraquiya, y la Coalición del Estado de Derecho, con el Primer ministro, Nuri al Maliki a la cabeza.
La Coalición del Estado de Derecho fue establecida para las elecciones gubernatoriales de 2009, que ganó por estrecho margen, obteniendo 126 de 440 asientos locales y convirtiéndose en el partido mayoritario de 8 de las 9 provincias chiíes y Bagdad. Aunque predominantemente chií, la nueva coalición se describía como secular, multiétnica y anti-sectaria, formada por árabes (chiíes y suníes), cristianos, kurdos y turcomanos, que englobaba a partidos de diversas ideologías y candidatos independientes.
El Movimiento Nacional Iraquí (INM), más comúnmente conocido como al-Iraqiya, era la principal lista secular, no sectaria y nacionalista, encabezada por el ex primer ministro Ayad Allawi. En las elecciones de 2005 la Lista Nacional Iraquí ganó 8% de los sufragios, obteniendo votos entre chiíes y suníes seculares. En 2009, el vicepresidente Tariq al-Hashimi dejó el suní Partido Islámico Iraquí (que era en ese momento, el principal partido sunita), y puso en marcha un nuevo partido llamado Lista de Renovación. El partido de Hashimi se unió a la lista de al-Iraqiya. También se unió el Frente Iraquí del Diálogo Nacional (Hiwar) dirigido por Saleh al-Mutlak, exmiembro del Partido Baaz. La lista incluía a la mayoría de los principales partidos nacionalistas suníes del país: al-Hadba, al-Hal, Los Iraquíes del expresidente Ghazi Mashal Ajil al-Yawer, el secular Asamblea de Demócratas Independientes, entre otros, así como el partido turcomano más grande del país, el Frente Turcomano Iraquí. En enero de 2010, al-Mutlak fue proscripto por su antigua membresía en el Partido Baaz. La lista de al-Iraqiya amenazó con boicotear las elecciones a menos que la decisión fuese revertida.

## Encuestas de opinión
En febrero de 2010, el Centro Nacional de Medios de Comunicación, una agencia gubernamental realizó una encuesta entre 5.000 iraquíes de 18 provincias diferentes. Cuando se preguntó a las personas por qué lista iban a votar el sondeo dio los siguientes resultados:
- Coalición del Estado de Derecho: 29.9%
- Movimiento Nacional Iraquí: 21.8%
- Alianza Unida Iraquí: 17.2%
- Lista Kurdistán 10%
- Unidad de Irak: 5%
- Frente del Acuerdo Iraquí: 2.7%

Al preguntar si la gente votaría o no dos tercios dijeron que votarían. Entre los musulmanes chiíes 63% dijo que votaría, entre los musulmanes sunitas que esto era 58%. 57% de los árabes dijeron que votarían mientras que el 67% de los kurdos dijeron que votarían. De los encuestados 47% apoyó la prohibición de los candidatos baazistas, 38% se manifestó en contra y el 15% no tenía opinión. De acuerdo con los seguidores de Sadr, se esperaba que la Alianza Nacional Iraquí fuera la lista chií más grande, ganando 70 a 80 escaños en el gobierno, lo que haría que el Movimiento Sadr ganaría al menos 35. Sin embargo, dentro del partido había voces escépticas al respecto.

## Resultados

### Resultado nacional
| Partidos y alianzas                  | Partidos y alianzas                     | Votos      | %      | Escaños | +/– |
| ------------------------------------ | --------------------------------------- | ---------- | ------ | ------- | --- |
|                                      | Movimiento Nacional Iraquí (al-Iraqiya) | 2.849.612  | 24.72% | 91      | 54  |
|                                      | Coalición del Estado de Derecho         | 2.792.083  | 24.22% | 89      | 64  |
|                                      | Alianza Unida Iraquí                    | 2.092.066  | 18.15% | 70      | 35  |
|                                      | Alianza Kurdistán                       | 1.681.714  | 14.59% | 43      | 10  |
|                                      | Movimiento para el Cambio (Gorran)      | 476.478    | 4.13%  | 8       | 8   |
|                                      | Alianza Unida por Irak                  | 306.647    | 2.66%  | 4       | 4   |
|                                      | Frente del Acuerdo Iraquí (al-Tawafuq)  | 298.226    | 2.59%  | 6       | 38  |
|                                      | Unión Islámica del Kurdistán            | 243.720    | 2.12%  | 4       | 1   |
|                                      | Grupo Islámico del Kurdistán            | 152.530    | 1.32%  | 2       | 1   |
| Minorías                             | Minorías                                | 61.153     | -      | 8       | 6   |
| Votos emitidos (Participación 62.4%) | Votos emitidos (Participación 62.4%)    | 11.526.412 | 100%   | 325     | 50  |
| Fuente: themajlis.org                |                                         |            |        |         |     |

### Resultados por gobernación
| Governorate    | Estado de Derecho | Alianza Unida Iraquí | al-Iraqiya | Alianza Kurdistán | Gorran | Tawafuq | Unidad | KIU | KIG | Total de escaños |
| -------------- | ----------------- | -------------------- | ---------- | ----------------- | ------ | ------- | ------ | --- | --- | ---------------- |
| Ambar          | 0                 | 0                    | 11         | -                 | -      | 2       | 1      | -   | -   | 14               |
| Babilonia      | 8                 | 5                    | 3          | 0                 | -      | 0       | 0      | -   | -   | 16               |
| Bagdad         | 26                | 17                   | 24         | 0                 | 0      | 1       | 0      | 0   | -   | 68               |
| Basora         | 14                | 7                    | 3          | -                 | -      | -       | 0      | -   | -   | 24               |
| Duhok          | -                 | 0                    | -          | 9                 | 0      | -       | -      | 1   | 0   | 10               |
| Di Car         | 8                 | 9                    | 1          | 0                 | -      | -       | 0      | -   | -   | 18               |
| Diala          | 1                 | 3                    | 8          | 1                 | 0      | 0       | 0      | 0   | -   | 13               |
| Erbil          | -                 | 0                    | -          | 10                | 2      | -       | -      | 1   | 1   | 14               |
| Kerbala        | 6                 | 3                    | 1          | -                 | -      | -       | 0      | -   | -   | 10               |
| Kirkuk         | 0                 | 0                    | 6          | 6                 | 0      | 0       | -      | 0   | 0   | 12               |
| Mesena         | 4                 | 6                    | 0          | -                 | -      | -       | 0      | -   | -   | 10               |
| Mutana         | 4                 | 3                    | 0          | 0                 | -      | 0       | 0      | -   | -   | 7                |
| Nayaf          | 7                 | 5                    | 0          | 0                 | -      | -       | 0      | -   | -   | 12               |
| Nínive         | 0                 | 1                    | 20         | 8                 | 0      | 1       | 1      | 0   | 0   | 31               |
| Cadisia        | 4                 | 5                    | 2          | 0                 | -      | -       | 0      | -   | -   | 11               |
| Saladino       | 0                 | 0                    | 8          | 0                 | 0      | 2       | 2      | -   | -   | 12               |
| Solimania      | -                 | 0                    | -          | 8                 | 6      | -       | -      | 2   | 1   | 17               |
| Wasit          | 5                 | 4                    | 2          | 0                 | -      | -       | 0      | -   | -   | 11               |
| Compensatorios | 2                 | 2                    | 2          | 1                 | 0      | 0       | 0      | 0   | 0   | 7                |
| Minorías       | 0                 | 0                    | 0          | 0                 | 0      | 0       | 0      | 0   | 0   | 8                |
| Total          | 89                | 70                   | 91         | 43                | 8      | 6       | 4      | 4   | 2   | 325              |

### Candidatos más votados
| # | #   | Candidato             | Partido                           | Lista electoral                 | Gobernación | Votos   |
| - | --- | --------------------- | --------------------------------- | ------------------------------- | ----------- | ------- |
|   | 1.  | Nuri al Maliki        | Partido Islámico Dawa             | Coalición del Estado de Derecho | Bagdad      | 622.961 |
|   | 2.  | Ayad Allawi           | Iraqi National Accord             | al-Iraqiyya                     | Bagdad      | 407.537 |
|   | 3.  | Usama al-Nujayfi      | al-Hadba                          | al-Iraqiyya                     | Nínive      | 274.741 |
|   | 4.  | Tariq al-Hashemi      | Lista de Renovación               | al-Iraqiyya                     | Bagdad      | 200.963 |
|   | 5.  | Ibrahim al-Jaafari    | Tendencia Nacional de la Reforma  | Alianza Unida Iraquí            | Bagdad      | 101.053 |
|   | 6.  | hakm shex Latif       | Movimiento Gorran                 | Lista Gorran                    | Solimania   | 93.196  |
|   | 7.  | Rafi al-Issawi        | Encuentro Nacional Futuro         | al-Iraqiyya                     | Ambar       | 83.145  |
|   | 8.  | Baqir Jabr al-Zubeidi | Asamblea Suprema Islámica de Irak | Alianza Unida Iraquí            | Bagdad      | 68.822  |
|   | 9.  | Khalid Shwani         | Unión Patriótica del Kurdistán    | Alianza Kurdistán               | Kirkuk      | 68.522  |
|   | 10. | Arshad al-Salihi      | Frente Turcomano Iraquí           | al-Iraqiyya                     | Kirkuk      | 59.732  |
|   | 11. | Ali Bapir             | Grupo Islámico del Kurdistán      | Lista del IGK                   | Erbil       | 50.116  |

## Acusaciones de fraude electoral

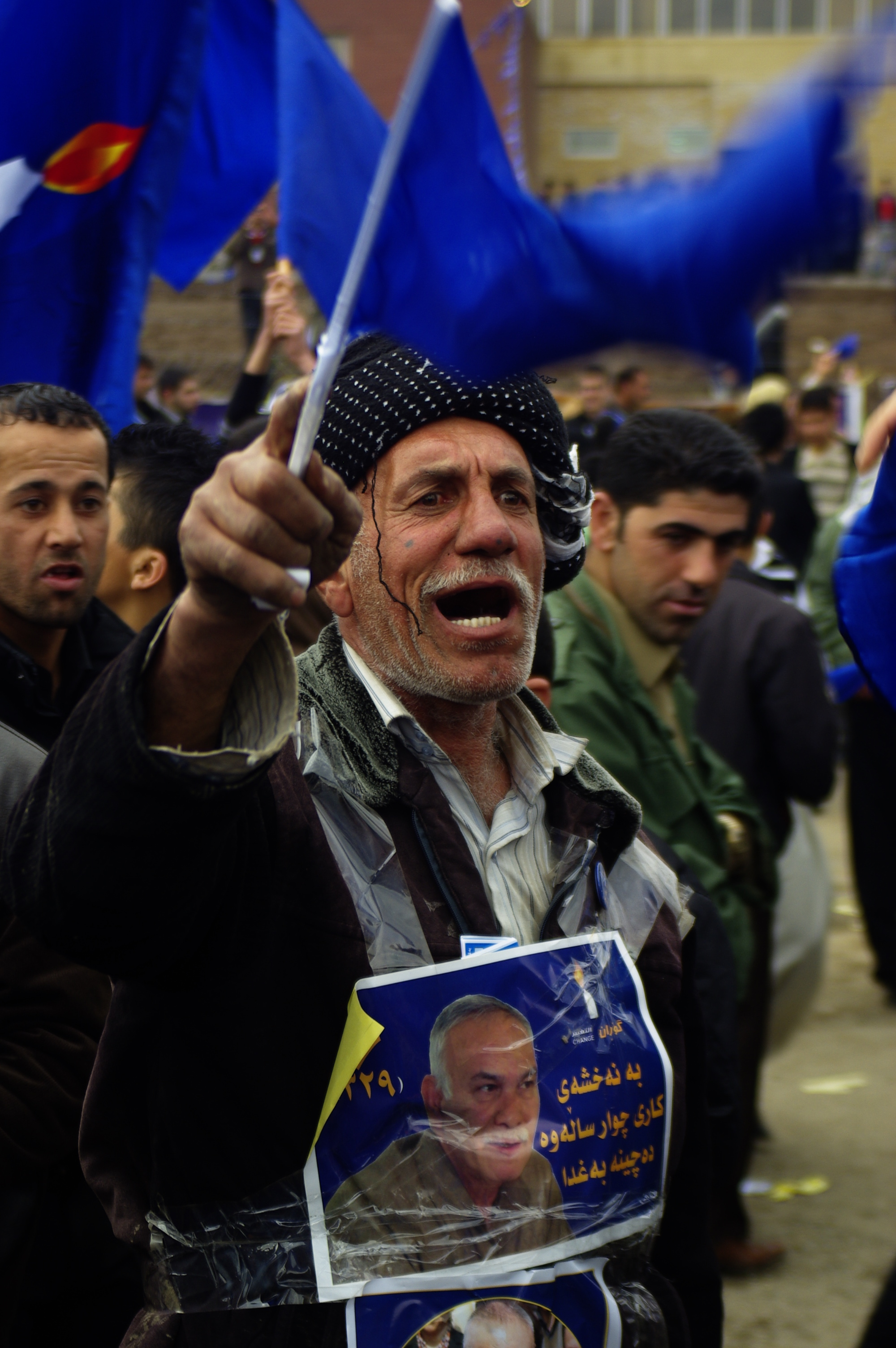
Manifestantes del Movimiento Gorran protestando por los resultados.

Antes de las elecciones ya había afirmaciones de que el Primer ministro al-Maliki tenía la intención de manipular las elecciones. El hecho de que el gobierno imprimiera 26 millones de votos, un 35% más de los que son necesarios para todos los votantes elegibles dio lugar a reclamaciones por Ayad Allawi y su lista de al-Iraqiiya de que estas papeletas iban a ser utilizadas para cometer fraude. De acuerdo con la Alianza Unida Iraquí al-Maliki estaba abusando de sus poderes como primer ministro mediante la distribución de tierras del gobierno y las plantaciones libremente a los líderes tribales para asegurar sus votos, también se dijo que Maliki entregaba armas caras con emblemas de oro en ellas a los visitantes. Ibrahim al-Jaafari acusó a al-Maliki de registrar más de 800.000 nombres ficticios con el fin de que personas que no existen votaran por él. El Movimiento Sadr se quejó de que el gobierno estaba arrestando y deteniendo a sus partidarios en los días previos a las elecciones para evitar que votaran.
Los líderes de al-Iraqiya enumeraron una serie de presuntas violaciones por parte de al-Maliki reclamando que algunos de sus votos habían sido retirados de las cajas y reemplazados por otras papeletas. Un portavoz de la alianza lanzó esta declaración: "La insistencia en la manipulación de estas elecciones nos obliga a cuestionar si la posibilidad de resultados fraudulentos haría que los resultados finales fueran valorizados. No estaremos al lado con los brazos cruzados", sin embargo los analistas afirmaron Allawi podría haber enumerado estas quejas por razones tácticas. El candidato de al-Iraqiyya Inistar Allawi también acusó a la Alianza del Kurdistán de intimidar votantes e impugnar papeletas en Kirkuk. Por el otro lado, los kurdos acusaron al Movimiento Gorran de cometer fraude en Mosul. Ali al-Adeeb, un candidato de la Coalición del Estado de Derecho de al-Maliki afirmó que un funcionario electoral ha manipulado los resultados electorales a favor de un candidato rival.
Mientras tanto, la Alianza Unida Iraquí expresó la preocupación de que los Estados Unidos estaban tratando de manipular los resultados electorales del país. El candidato Entifadh Qanbar dijo a Press TV : "La preocupación es que cómo van a ser procesados en el centro de cómputo dentro de la Comisión Electoral las papeletas de cada centro de votación, la razón por la que estamos insistiendo en este tema es que tenemos miedo de que haya un cierto tipo de intervención de Estados Unidos dentro de la Comisión Electoral en el procesamiento de estos números y se puedan alterar estos números. Nosotros no aceptaremos ningún resultado de las elecciones, sin ver las papeletas para demostrar que han sido procesadas e integradas en el sistema informático de una manera adecuada".
Los políticos árabes y turcomanos acusaron a los kurdos de apilar las listas de votantes a su favor, mientras que los kurdos hacían lo propio en Kirkuk. Shenawi dijo que los altavoces de las mezquitas fueron utilizados para animar a la gente a votar y expresaron sus dudas sobre la participación del 93% en los distritos árabes de Kirkuk al-Zab, al-Abbasi, y al-Riad. Uno de los mayores escándalos fue la sobre participación del barrio árabe de al-Houija, donde teóricamente votó el 130%. El nacionlista turcomano y candidato de al-Iraqiyya, Arshid Al-Salihi, afirmó que tenían pruebas de que votos suyos habían sido arrojados a la basura, aunque contradictoriamente declaró después que "cualquier partido que pierda las elecciones reclamara contra su rival que hubo fraude", para desestimar las denuncias de los kurdos.
El candidato prooccidental Mithal al-Alusi, que había ganado un asiento durante las últimas elecciones como independiente, afirmó que las elecciones fueron manipuladas contra los liberales como él por Irán y Arabia Saudita, ya que perdió su asiento en el parlamento. Alusi afirmó que había grandes discrepancias entre el recuento de votos de acuerdo con ACEI y sus propios monitores. También afirmó que líderes locales impidieron a las mujeres votar en las zonas rurales. Hizo un llamado a los Estados Unidos para iniciar una investigación a los resultados de las elecciones supuestamente fraudulentas.
Después de un recurso presentado por el actual primer ministro Nuri al Maliki, un recuento de los votos en Bagdad fue ordenado el 19 de abril de 2010. El recuento se inició el 3 de mayo. El 14 de mayo, ACEI anunció que después de 11.298 urnas tenían sido relatado, no había señales de fraude o violaciones.

## Formación del gobierno
En los días siguientes a las elecciones, se le prestó especial atención a quien sería el próximo Primer ministro de Irak. Pese a que tanto la Coalición del Estado de Derecho como el Movimiento Nacional Iraquí reclamaron la victoria, ninguno de los dos tenía suficiente mayoría parlamentaria para escoger al Primer ministro. La Asamblea Suprema Islámica de Irak declaró que no formaría parte de ningún gobierno que no incluyera a Ayad Allawi. El Movimiento Sadr celebró un referéndum no oficial, entre el 2 y el 3 de abril, sobre quien debería ser Primer ministro. Las opciones eran Allawi, al-Maliki, el Ibrahim al-Jaafari, Adel Abdul Mahdi, y Jaafar al-Sadr. El 7 de abril, se dieron a conocer los resultados, que revelaban que al-Jaafari ganó tan solo con el 24% de los votos. Los resultados del referéndum sadrista no oficial, en el que participaron cerca de 1,8 millones de personas, fueron los siguientes:
| Candidato          | Partido                           | Lista electoral                 | Porcentaje |
| ------------------ | --------------------------------- | ------------------------------- | ---------- |
| Ibrahim al-Jaafari | Tendencia Nacional de la Reforma  | Alianza Unida Iraquí            | 24%        |
| Jaafar al-Sadr     | Partido Islámico Dawa             | Coalición del Estado de Derecho | 23%        |
| Qusay al-Suhail    | Movimiento Sadr                   | Alianza Unida Iraquí            | 17%        |
| Nouri al-Maliki    | Partido Islámico Dawa             | Coalición del Estado de Derecho | 10%        |
| Ayad Allawi        | Acuerdo Nacional Iraquí           | Movimiento Nacional Iraquí      | 9%         |
| Baha Araji         | Movimiento Sadr                   | Alianza Unida Iraquí            | 5%         |
| Ahmad Chalabi      | Congreso Nacional Iraquí          | Alianza Unida Iraquí            | 3%         |
| Adel Abdul Mahdi   | Asamblea Suprema Islámica de Irak | Alianza Unida Iraquí            | 2%         |
| Rafi al-Issawi     | Encuentro Nacional Futuro         | Movimiento Nacional Iraquí      | 2%         |
| Contra todos       | —                                 | —                               | 5%         |

Después de meses de negociaciones, la Coalición del Estado de Derecho y la Alianza Unida Iraquí acordaron formar un bloque parlamentario de 159 miembros. Si bien estaría a cuatro asientos de la mayoría absoluta, tendrían derecho constitucional a formar gobierno. Sin embargo, el bloque no nombró en su momento un candidato oficial a Primer ministro. El bloque, llamado simplemente "Alianza Nacional", se formó oficialmente el 11 de junio de 2010, y el parlamento se abrió el 14 de junio. Sin embargo, las conversaciones entre la Alianza Unida Iraquí y al-Iraqiyya continuaron. Adel Abdul Mahdi fue nominado candidato a Primer ministro por la Alianza Unida Iraquí el 3 de septiembre.
El presidente del Kurdistán iraquí Masud Barzani anunció que las cuatro listas kurdas formarían un bloque parlamentario de 57 asientos llamado Bloque Coalición Kurda. Sin embargo, el 30 de octubre, el Movimiento Gorran se salió del bloque tras una discusión con la Unión Patriótica del Kurdistán, reduciendo el bloque a 49 asientos. El bloque kurdo presentó a la Alianza Nacional 19 demandas que, de ser aceptadas, les permitirían unirse a la Alianza, ampliando el gobierno a 208 escaños y generando una amplísima mayoría absoluta. La Asamblea Suprema Islámica las aceptó, al-Maliki aceptó 18, pero rechazó una que decía que el gobierno debía renunciar si los kurdos dejaban la coalición. Al-Iraqiyya, sin embargo, rechazó 9 de las demandas, por ser una de ellas la financiación del gobierno iraquí de los Peshmerga y la celebración de un referéndum de autodeterminación.
Tras las elecciones, el Primer ministro al-Maliki visitó Irán en medio de una serie de insinuaciones políticas durante la formación del gobierno de coalición. Varios periódicos internacionales denunciaron la visita de estado al país limítrofe como un intento de que Irán persuadiera al Movimiento Sadr de formar una coalición chií con el partido de al-Maliki, y de ese modo al-Iraqiyya, que había ganado la mayor cantidad de votos, se vería marginado del gobierno. Allawi denunció esto a la CNN, afirmando que Irán estaba "tratando de hacer estragos en la región, [por] tratar de causar el caos en los países árabes mediante la desestabilización de Irak, la desestabilización el Líbano y la desestabilización de la cuestión palestina. Aquí es donde lamentablemente Irak y la mayor parte del Medio Oriente está cayendo víctimas de estos terroristas que están definitivamente financiados por Irán, y apoyados por varios gobiernos de la región". Su Adjunto también fue acusado de haber dicho "la participación iraní equivale a una toma de control de Irak". Mientras que Occidente expresó su preocupación por la creciente influencia de Irán sobre Irak (ambos países de mayoría chií), el Líder Supremo de Irán, el Ayatolá Ali Jamenei, afirmó que la relación de su país con Irak era de amistad, no de injerencia, y declaró: "A pesar de la relativa estabilidad en Irak, el país todavía sufre de inseguridad y parte de esta inseguridad es el resultado de las presiones que se ejercen por algunos poderes políticos cuyos intereses se encuentran en la creación de la inestabilidad en Irak".

Conformación final del gobierno:
Alianza Nacional: 159 escaños
al-Iraqiyya: 91 escaños
Bloque Kurdo: 49 escaños
Centro: 10 escaños
Gorran: 8 escaños
Rafidain: 3 escaños
Bloque Asirio: 2 escaños
Independientes: 3 escaños

Al finalizar la formación de bloques, el parlamento quedó constituido de este modo:
| Bloque parlamentario         | Fuerzas constituyentes                                                  | Líder                   | Escaños | Porcentaje | Fuente |
| ---------------------------- | ----------------------------------------------------------------------- | ----------------------- | ------- | ---------- | ------ |
| Alianza Nacional             | Coalición del Estado de Derecho, Alianza Unida Iraquí                   | Ibrahim al-Jaafari      | 159     | 48.92%     |        |
| al-Iraqiya                   | al-Iraqiyya                                                             | Hasan Khalaf al-Jibburi | 91      | 28%        |        |
| Bloque de la Coalición Kurda | Lista Kurda, Unión Islámica del Kurdistán, Grupo Islámico del Kurdistán | Fuad Masum              | 49      | 15.08%     |        |
| Centro Actual                | al-Tawafuq, Alianza Unida por Irak                                      | Iyad al-Samara'i        | 10      | 3.08%      |        |
| Bloque Gorran                | Movimiento Gorran                                                       | Shorsh Haji             | 8       | 2.46%      |        |
| Lista Nacional Rafidain      | Movimiento Democrático Asirio                                           | Yonadam Kanna           | 3       | 0.92%      |        |
| CSAPC                        | Consejo Popular Asirio                                                  | Sarkis Aghajan          | 2       | 0.65%      |        |
| Independientes               | —                                                                       | —                       | 3       | —          |        |